# Michel Bréal

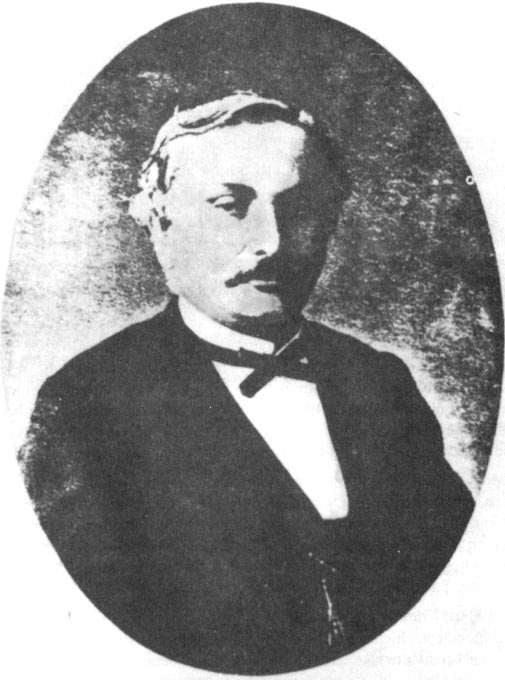
Michel Bréal.

Michel Jules Alfred Bréal (Landau in der Pfalz, Alemania; 26 de marzo de 1832-París, 25 de noviembre de 1915) fue un filólogo francés, hijo de padres franco-judíos. Es comúnmente considerado como el fundador de la semántica moderna.

## Biografía
Tras estudiar en Wissembourg, Metz y París, en 1852 entró en la Escuela Normal Superior de París. En 1857 viajó a Berlín donde estudió sánscrito bajo la tutela de Franz Bopp y Albrecht Weber. Tras su regreso a Francia obtuvo una plaza en el departamento de manuscritos orientales de la Biblioteca Imperial. En 1864 logró una plaza de profesor de gramática comparada en el Collège de France. En 1875 fue nombrado miembro de la Academia de las inscripciones y lenguas antiguas, y en 1879 inspector general para la educación superior hasta su desaparición en 1888. En 1890 fue hecho comandante de la Legión de Honor.
Literatura:
[Hans W. Giessen, Heinz-Helmut Lüger, Günther Volz (Hrsg.): Michel Bréal – Grenzüberschreitende Signaturen, Landau: Verlag Empirische Pädagogik, 2007.]https://web.archive.org/web/20071029235013/http://www.uni-landau.de/romanistik/LSKK/Band13giessen_lueger_volz.htm, ISBN 3-937333-63-0

## Trabajos
- L'Étude des origines de la religión Zoroastrienne (1862), por la que fue premiado por la Academia de las inscripciones y lenguas antiguas.
- Hercule et Cacus (1863).
- Le Mythe d'Œdipe (1864).
- Les Tables Eugubines (1875).
- Mélanges de mythologie et de linguistique (2 ed., 1882).
- Leçons de mots (1882, 1886).
- Dictionnaire étymologique latin (1885).
- Grammaire latine (1890).
- Essai de sémantique (1897), sobre los significados de las palabras.
- Pour mieux connaître Homère (1906).
- Una traducción de la Comparative Grammar de Bopp, con introducción.

También escribió panfletos educativos sobre Francia, la enseñanza de las lenguas antiguas y la reforma de la ortografía francesa.

## Curiosidades
Michel Bréal puede ser considerado el inventor del maratón. Sugirió a su amigo Pierre de Coubertin incluir este evento en el programa de los primeros Juegos Olímpicos de Atenas 1896.
- Datos: Q327306
- Multimedia: Michel Bréal / Q327306